# Szászország települései

Szászország Lau 2 szerint

Városok és községek Szászországban (Németország)
Szászországban
- 418 önálló város és község található.

Ezek a következőképp oszlanak meg:
- - 171 város, ebből
    - 03  megyei jogú város,
    - 168 másik város,

  - 258  község.

(Állapot: 2015. augusztus 1.)
51 városnak és 119 községnek nincs saját közigazgatása. 70 közös közigazgatás (Verwaltungsgemeinschaft / Lau 1 létezik. 
21 községnek nincs saját közigazgatása. 6 közös közigazgatás (Verwaltungsverband / Lau 1 létezik.
A szorb nyelv néhány városban és községben a második hivatalos nyelv.

## Megyei jogú városok
3 megyei jogú város: (a később jövő alfabetikus lista Szászország minden községét tartalmazza):
- Chemnitz
- Drezda
- Lipcse

## Volt járási székhelyek
| - Annaberg-Buchholz - Aue - Auerbach/Vogtl. - Bautzen / Budyšin - Bischofswerda - Borna - Brand-Erbisdorf - Coswig - Crimmitschau - Delitzsch - Dippoldiswalde - Döbeln - Eilenburg - Flöha - Freiberg - Freital - Glauchau | - Görlitz - Grimma - Großenhain - Hohenstein-Ernstthal - Hoyerswerda / Wojerecy - Kamenz / Kamjenc - Limbach-Oberfrohna - Löbau - Marienberg - Markkleeberg - Meißen - Mittweida - Niesky - Oelsnitz/Vogtl. - Oschatz - Pirna - Plauen | - Radeberg - Radebeul - Reichenbach im Vogtland - Riesa - Rochlitz - Schkeuditz - Schwarzenberg/Erzgeb. - Sebnitz - Stollberg/Erzgeb. - Torgau - Weißwasser / Běła Woda - Werdau - Wurzen - Zittau - Zschopau - Zwickau |

## Városok és községek
(Minden város és község Szászországban (a városok félkövérrel szedve):
(Állapot: 2021. december 31.)
| Név                                 | Járás                            |
| ----------------------------------- | -------------------------------- |
| Adorf                               | Vogtlandkreis                    |
| Altenberg                           | Sächsische Schweiz-Osterzgebirge |
| Altmittweida                        | Középszászország                 |
| Amtsberg                            | Erzgebirgskreis                  |
| Annaberg-Buchholz (járási székhely) | Erzgebirgskreis                  |
| Arnsdorf                            | Bautzen                          |
| Arzberg                             | Északszászország                 |
| Aue                                 | Erzgebirgskreis                  |
| Auerbach                            | Erzgebirgskreis                  |
| Auerbach/Vogtl.                     | Vogtlandkreis                    |
| Augustusburg                        | Középszászország                 |
| Bad Brambach                        | Vogtlandkreis                    |
| Bad Düben                           | Északszászország                 |
| Bad Elster                          | Vogtlandkreis                    |
| Bad Gottleuba-Berggießhübel         | Sächsische Schweiz-Osterzgebirge |
| Bad Lausick                         | Lipcse                           |
| Bad Muskau / Mužakow                | Görlitz                          |
| Bad Schandau                        | Sächsische Schweiz-Osterzgebirge |
| Bad Schlema                         | Erzgebirgskreis                  |
| Bahretal                            | Sächsische Schweiz-Osterzgebirge |
| Bannewitz                           | Sächsische Schweiz-Osterzgebirge |
| Bärenstein                          | Erzgebirgskreis                  |
| Bautzen / Budyšin (járási székhely) | Bautzen                          |
| Beiersdorf                          | Görlitz                          |
| Beilrode                            | Északszászország                 |
| Belgern-Schildau                    | Északszászország                 |
| Belgershain                         | Lipcse                           |
| Bennewitz                           | Lipcse                           |
| Bergen                              | Vogtlandkreis                    |
| Bernsdorf (Lkr. Zwickau)            | Zwickau                          |
| Bernsdorf (Oberlausitz)             | Bautzen                          |
| Bernstadt auf dem Eigen             | Görlitz                          |
| Bertsdorf-Hörnitz                   | Görlitz                          |
| Bischofswerda                       | Bautzen                          |
| Bobritzsch-Hilbersdorf              | Középszászország                 |
| Bockau                              | Erzgebirgskreis                  |
| Böhlen                              | Lipcse                           |
| Borna (járási székhely)             | Lipcse                           |
| Börnichen/Erzgeb.                   | Erzgebirgskreis                  |
| Borsdorf                            | Lipcse                           |
| Bösenbrunn                          | Vogtlandkreis                    |
| Boxberg/O.L.                        | Görlitz                          |
| Brand-Erbisdorf                     | Középszászország                 |
| Brandis                             | Lipcse                           |
| Breitenbrunn/Erzgeb.                | Erzgebirgskreis                  |
| Bretnig-Hauswalde                   | Bautzen                          |
| Burgstädt                           | Középszászország                 |
| Burkau / Porchow                    | Bautzen                          |
| Burkhardtsdorf                      | Erzgebirgskreis                  |
| Callenberg                          | Zwickau                          |
| Cavertitz                           | Északszászország                 |
| Chemnitz                            | – (járásjogú)                    |
| Claußnitz                           | Középszászország                 |
| Colditz                             | Lipcse                           |
| Coswig                              | Meißen                           |
| Crimmitschau                        | Zwickau                          |
| Crinitzberg                         | Zwickau                          |
| Crostwitz / Chrósćicy               | Bautzen                          |
| Crottendorf                         | Erzgebirgskreis                  |
| Cunewalde                           | Bautzen                          |
| Dahlen                              | Északszászország                 |
| Delitzsch                           | Északszászország                 |
| Demitz-Thumitz                      | Bautzen                          |
| Dennheritz                          | Zwickau                          |
| Deutschneudorf                      | Erzgebirgskreis                  |
| Diera-Zehren                        | Meißen                           |
| Dippoldiswalde                      | Sächsische Schweiz-Osterzgebirge |
| Döbeln                              | Középszászország                 |
| Doberschau-Gaußig / Dobruša-Huska   | Bautzen                          |
| Doberschütz                         | Északszászország                 |
| Dohma                               | Sächsische Schweiz-Osterzgebirge |
| Dohna                               | Sächsische Schweiz-Osterzgebirge |
| Dommitzsch                          | Északszászország                 |
| Dorfchemnitz                        | Középszászország                 |
| Dorfhain                            | Sächsische Schweiz-Osterzgebirge |
| Drebach                             | Erzgebirgskreis                  |
| Dreiheide                           | Északszászország                 |
| Drezda                              | – (járásjogú)                    |
| Dürrhennersdorf                     | Görlitz                          |
| Dürrröhrsdorf-Dittersbach           | Sächsische Schweiz-Osterzgebirge |
| Ebersbach                           | Meißen                           |
| Ebersbach-Neugersdorf               | Görlitz                          |
| Ehrenfriedersdorf                   | Erzgebirgskreis                  |
| Eibenstock                          | Erzgebirgskreis                  |
| Eichigt                             | Vogtlandkreis                    |
| Eilenburg                           | Északszászország                 |
| Ellefeld                            | Vogtlandkreis                    |
| Elsnig                              | Északszászország                 |
| Elsterberg                          | Vogtlandkreis                    |
| Elsterheide / Halštrowska hola      | Bautzen                          |
| Elstertrebnitz                      | Lipcse                           |
| Elstra / Halštrow                   | Bautzen                          |
| Elterlein                           | Erzgebirgskreis                  |
| Eppendorf                           | Középszászország                 |
| Erlau                               | Középszászország                 |
| Falkenstein/Vogtl.                  | Vogtlandkreis                    |
| Flöha                               | Középszászország                 |
| Frankenberg                         | Középszászország                 |
| Frankenthal                         | Bautzen                          |
| Frauenstein                         | Középszászország                 |
| Fraureuth                           | Zwickau                          |
| Freiberg (járási székhely)          | Középszászország                 |
| Freital                             | Sächsische Schweiz-Osterzgebirge |
| Frohburg                            | Lipcse                           |
| Gablenz / Jabłońc                   | Görlitz                          |
| Geithain                            | Lipcse                           |
| Gelenau/Erzgeb.                     | Erzgebirgskreis                  |
| Geringswalde                        | Középszászország                 |
| Gersdorf                            | Zwickau                          |
| Geyer                               | Erzgebirgskreis                  |
| Glashütte                           | Sächsische Schweiz-Osterzgebirge |
| Glaubitz                            | Meißen                           |
| Glauchau                            | Zwickau                          |
| Göda / Hodźij                       | Bautzen                          |
| Gohrisch                            | Sächsische Schweiz-Osterzgebirge |
| Görlitz (járási székhely)           | Görlitz                          |
| Gornau/Erzgeb.                      | Erzgebirgskreis                  |
| Gornsdorf                           | Erzgebirgskreis                  |
| Grimma                              | Lipcse                           |
| Gröditz                             | Meißen                           |
| Groitzsch                           | Lipcse                           |
| Groß Düben / Dźěwin                 | Görlitz                          |
| Großdubrau / Wulka Dubrawa          | Bautzen                          |
| Großenhain                          | Meißen                           |
| Großharthau                         | Bautzen                          |
| Großhartmannsdorf                   | Középszászország                 |
| Großnaundorf                        | Bautzen                          |
| Großolbersdorf                      | Erzgebirgskreis                  |
| Großpösna                           | Lipcse                           |
| Großpostwitz/O.L. / Budestecy       | Bautzen                          |
| Großröhrsdorf                       | Bautzen                          |
| Großrückerswalde                    | Erzgebirgskreis                  |
| Großschirma                         | Középszászország                 |
| Großschönau                         | Görlitz                          |
| Großschweidnitz                     | Görlitz                          |
| Großweitzschen                      | Középszászország                 |
| Grünbach, Höhenluftkurort           | Vogtlandkreis                    |
| Grünhain-Beierfeld                  | Erzgebirgskreis                  |
| Grünhainichen                       | Erzgebirgskreis                  |
| Hähnichen                           | Görlitz                          |
| Hainewalde                          | Görlitz                          |
| Hainichen                           | Középszászország                 |
| Halsbrücke                          | Középszászország                 |
| Hartenstein                         | Zwickau                          |
| Hartha                              | Középszászország                 |
| Hartmannsdorf                       | Középszászország                 |
| Hartmannsdorf b. Kirchberg          | Zwickau                          |
| Hartmannsdorf-Reichenau             | Sächsische Schweiz-Osterzgebirge |
| Haselbachtal                        | Bautzen                          |
| Heidenau                            | Sächsische Schweiz-Osterzgebirge |
| Heidersdorf                         | Erzgebirgskreis                  |
| Heinsdorfergrund                    | Vogtlandkreis                    |
| Hermsdorf/Erzgeb.                   | Sächsische Schweiz-Osterzgebirge |
| Herrnhut                            | Görlitz                          |
| Hirschfeld                          | Zwickau                          |
| Hirschstein                         | Meißen                           |
| Hochkirch / Bukecy                  | Bautzen                          |
| Hohendubrau / Wysoka Dubrawa        | Görlitz                          |
| Hohenstein-Ernstthal                | Zwickau                          |
| Hohndorf                            | Erzgebirgskreis                  |
| Hohnstein                           | Sächsische Schweiz-Osterzgebirge |
| Horka                               | Görlitz                          |
| Hoyerswerda / Wojerecy              | Bautzen                          |
| Jahnsdorf/Erzgeb.                   | Erzgebirgskreis                  |
| Jesewitz                            | Északszászország                 |
| Johanngeorgenstadt                  | Erzgebirgskreis                  |
| Jöhstadt                            | Erzgebirgskreis                  |
| Jonsdorf, Kurort                    | Görlitz                          |
| Käbschütztal                        | Meißen                           |
| Kamenz / Kamjenc                    | Bautzen                          |
| Kirchberg                           | Zwickau                          |
| Kitzscher                           | Lipcse                           |
| Klingenberg                         | Sächsische Schweiz-Osterzgebirge |
| Klingenthal                         | Vogtlandkreis                    |
| Klipphausen                         | Meißen                           |
| Kodersdorf                          | Görlitz                          |
| Kohren-Sahlis                       | Lipcse                           |
| Königsbrück                         | Bautzen                          |
| Königsfeld                          | Középszászország                 |
| Königshain                          | Görlitz                          |
| Königshain-Wiederau                 | Középszászország                 |
| Königstein/Sächs. Schw.             | Sächsische Schweiz-Osterzgebirge |
| Königswalde                         | Erzgebirgskreis                  |
| Königswartha / Rakecy               | Bautzen                          |
| Kottmar                             | Görlitz                          |
| Krauschwitz / Krušwica              | Görlitz                          |
| Kreba-Neudorf / Chrjebja-Nowa Wjes  | Görlitz                          |
| Kreischa                            | Sächsische Schweiz-Osterzgebirge |
| Kriebstein                          | Középszászország                 |
| Krostitz                            | Északszászország                 |
| Kubschütz / Kubšicy                 | Bautzen                          |
| Lampertswalde                       | Meißen                           |
| Langenbernsdorf                     | Zwickau                          |
| Langenweißbach                      | Zwickau                          |
| Laußig                              | Északszászország                 |
| Laußnitz                            | Bautzen                          |
| Lauta                               | Bautzen                          |
| Lauter-Bernsbach                    | Erzgebirgskreis                  |
| Lawalde                             | Görlitz                          |
| Lipcse                              | – (járásjogú)                    |
| Leisnig                             | Középszászország                 |
| Lengenfeld                          | Vogtlandkreis                    |
| Leubsdorf                           | Középszászország                 |
| Leutersdorf                         | Görlitz                          |
| Lichtenau                           | Középszászország                 |
| Lichtenberg                         | Bautzen                          |
| Lichtenberg/Erzgeb.                 | Középszászország                 |
| Lichtenstein (Zwickau járás)        | Zwickau                          |
| Lichtentanne                        | Zwickau                          |
| Liebschützberg                      | Északszászország                 |
| Liebstadt                           | Sächsische Schweiz-Osterzgebirge |
| Limbach                             | Vogtlandkreis                    |
| Limbach-Oberfrohna                  | Zwickau                          |
| Löbau                               | Görlitz                          |
| Löbnitz                             | Északszászország                 |
| Lohmen                              | Sächsische Schweiz-Osterzgebirge |
| Lohsa / Łaz                         | Bautzen                          |
| Lommatzsch                          | Meißen                           |
| Lossatal                            | Lipcse                           |
| Lößnitz                             | Erzgebirgskreis                  |
| Lugau/Erzgeb.                       | Erzgebirgskreis                  |
| Lunzenau                            | Középszászország                 |
| Machern                             | Lipcse                           |
| Malschwitz / Malešecy               | Bautzen                          |
| Marienberg                          | Erzgebirgskreis                  |
| Markersdorf                         | Görlitz                          |
| Markkleeberg                        | Lipcse                           |
| Markneukirchen                      | Vogtlandkreis                    |
| Markranstädt                        | Lipcse                           |
| Meerane                             | Zwickau                          |
| Meißen (járási székhely)            | Meißen                           |
| Mildenau                            | Erzgebirgskreis                  |
| Mittelherwigsdorf                   | Görlitz                          |
| Mittweida                           | Középszászország                 |
| Mochau                              | Középszászország                 |
| Mockrehna                           | Északszászország                 |
| Moritzburg                          | Meißen                           |
| Mücka / Mikow                       | Görlitz                          |
| Mügeln                              | Északszászország                 |
| Müglitztal                          | Sächsische Schweiz-Osterzgebirge |
| Mühlau                              | Középszászország                 |
| Mühlental                           | Vogtlandkreis                    |
| Mulda/Sa.                           | Középszászország                 |
| Muldenhammer                        | Vogtlandkreis                    |
| Mülsen                              | Zwickau                          |
| Mylau                               | Vogtlandkreis                    |
| Narsdorf                            | Lipcse                           |
| Naundorf                            | Északszászország                 |
| Naunhof                             | Lipcse                           |
| Nebelschütz / Njebjelčicy           | Bautzen                          |
| Neißeaue                            | Görlitz                          |
| Neschwitz / Njeswačidło             | Bautzen                          |
| Netzschkau                          | Vogtlandkreis                    |
| Neuensalz                           | Vogtlandkreis                    |
| Neuhausen/Erzgeb.                   | Középszászország                 |
| Neukieritzsch                       | Lipcse                           |
| Neukirch                            | Bautzen                          |
| Neukirch/Lausitz                    | Bautzen                          |
| Neukirchen/Erzgeb.                  | Erzgebirgskreis                  |
| Neukirchen/Pleiße                   | Zwickau                          |
| Neumark                             | Vogtlandkreis                    |
| Neusalza-Spremberg                  | Görlitz                          |
| Neustadt i. Sa.                     | Sächsische Schweiz-Osterzgebirge |
| Neustadt/Vogtl.                     | Vogtlandkreis                    |
| Niederau                            | Meißen                           |
| Niederdorf                          | Erzgebirgskreis                  |
| Niederfrohna                        | Zwickau                          |
| Niederwiesa                         | Középszászország                 |
| Niederwürschnitz                    | Erzgebirgskreis                  |
| Niesky                              | Görlitz                          |
| Nossen                              | Meißen                           |
| Nünchritz                           | Meißen                           |
| Obergurig / Hornja Hórka            | Bautzen                          |
| Oberlungwitz                        | Zwickau                          |
| Oberschöna                          | Középszászország                 |
| Oberwiera                           | Zwickau                          |
| Oberwiesenthal                      | Erzgebirgskreis                  |
| Oderwitz                            | Görlitz                          |
| Oederan                             | Középszászország                 |
| Oelsnitz/Erzgeb.                    | Erzgebirgskreis                  |
| Oelsnitz/Vogtl.                     | Vogtlandkreis                    |
| Ohorn                               | Bautzen                          |
| Olbernhau                           | Erzgebirgskreis                  |
| Olbersdorf                          | Görlitz                          |
| Oppach                              | Görlitz                          |
| Oschatz                             | Északszászország                 |
| Oßling / Wóslink                    | Bautzen                          |
| Ostrau                              | Középszászország                 |
| Ostritz                             | Görlitz                          |
| Ottendorf-Okrilla                   | Bautzen                          |
| Otterwisch                          | Lipcse                           |
| Oybin                               | Görlitz                          |
| Panschwitz-Kuckau / Pančicy-Kukow   | Bautzen                          |
| Parthenstein                        | Lipcse                           |
| Pausa-Mühltroff                     | Vogtlandkreis                    |
| Pegau                               | Lipcse                           |
| Penig                               | Középszászország                 |
| Pfaffroda                           | Erzgebirgskreis                  |
| Pirna (járási székhely)             | Sächsische Schweiz-Osterzgebirge |
| Plauen (járási székhely)            | Vogtlandkreis                    |
| Pockau-Lengefeld                    | Erzgebirgskreis                  |
| Pöhl                                | Vogtlandkreis                    |
| Priestewitz                         | Meißen                           |
| Pulsnitz                            | Bautzen                          |
| Puschwitz / Bóšicy                  | Bautzen                          |
| Quitzdorf am See                    | Görlitz                          |
| Rabenau                             | Sächsische Schweiz-Osterzgebirge |
| Räckelwitz / Worklecy               | Bautzen                          |
| Rackwitz                            | Északszászország                 |
| Radeberg                            | Bautzen                          |
| Radebeul                            | Meißen                           |
| Radeburg                            | Meißen                           |
| Radibor / Radwor                    | Bautzen                          |
| Ralbitz-Rosenthal / Ralbicy-Róžant  | Bautzen                          |
| Rammenau                            | Bautzen                          |
| Raschau-Markersbach                 | Erzgebirgskreis                  |
| Rathen, Kurort                      | Sächsische Schweiz-Osterzgebirge |
| Rathmannsdorf                       | Sächsische Schweiz-Osterzgebirge |
| Rechenberg-Bienenmühle              | Középszászország                 |
| Regis-Breitingen                    | Lipcse                           |
| Reichenbach im Vogtland             | Vogtlandkreis                    |
| Reichenbach/O.L.                    | Görlitz                          |
| Reinhardtsdorf-Schöna               | Sächsische Schweiz-Osterzgebirge |
| Reinsberg                           | Középszászország                 |
| Reinsdorf                           | Zwickau                          |
| Remse                               | Zwickau                          |
| Reuth                               | Vogtlandkreis                    |
| Riesa                               | Meißen                           |
| Rietschen / Rěčicy                  | Görlitz                          |
| Rochlitz                            | Középszászország                 |
| Röderaue                            | Meißen                           |
| Rodewisch                           | Vogtlandkreis                    |
| Rosenbach                           | Görlitz                          |
| Rosenbach/Vogtl.                    | Vogtlandkreis                    |
| Rosenthal-Bielatal                  | Sächsische Schweiz-Osterzgebirge |
| Rossau                              | Középszászország                 |
| Roßwein                             | Középszászország                 |
| Rötha                               | Lipcse                           |
| Rothenburg/O.L.                     | Görlitz                          |
| Sayda                               | Középszászország                 |
| Scheibenberg                        | Erzgebirgskreis                  |
| Schirgiswalde-Kirschau              | Bautzen                          |
| Schkeuditz                          | Északszászország                 |
| Schleife / Slepo                    | Görlitz                          |
| Schlettau                           | Erzgebirgskreis                  |
| Schmölln-Putzkau                    | Bautzen                          |
| Schneeberg                          | Erzgebirgskreis                  |
| Schönau-Berzdorf a. d. Eigen        | Görlitz                          |
| Schönbach                           | Görlitz                          |
| Schönberg                           | Zwickau                          |
| Schöneck                            | Vogtlandkreis                    |
| Schönfeld                           | Meißen                           |
| Schönheide                          | Erzgebirgskreis                  |
| Schönteichen                        | Bautzen                          |
| Schönwölkau                         | Északszászország                 |
| Schöpstal                           | Görlitz                          |
| Schwarzenberg/Erzgeb.               | Erzgebirgskreis                  |
| Schwepnitz                          | Bautzen                          |
| Sebnitz                             | Sächsische Schweiz-Osterzgebirge |
| Seelitz                             | Középszászország                 |
| Sehmatal                            | Erzgebirgskreis                  |
| Seiffen/Erzgeb., Kurort             | Erzgebirgskreis                  |
| Seifhennersdorf                     | Görlitz                          |
| Sohland a. d. Spree                 | Bautzen                          |
| Spreetal / Sprjewiny Doł            | Bautzen                          |
| St. Egidien                         | Zwickau                          |
| Stadt Wehlen                        | Sächsische Schweiz-Osterzgebirge |
| Stauchitz                           | Meißen                           |
| Steina                              | Bautzen                          |
| Steinberg                           | Vogtlandkreis                    |
| Steinigtwolmsdorf                   | Bautzen                          |
| Stollberg/Erzgeb.                   | Erzgebirgskreis                  |
| Stolpen                             | Sächsische Schweiz-Osterzgebirge |
| Strehla                             | Meißen                           |
| Striegistal                         | Középszászország                 |
| Struppen                            | Sächsische Schweiz-Osterzgebirge |
| Stützengrün                         | Erzgebirgskreis                  |
| Tannenberg                          | Erzgebirgskreis                  |
| Taucha                              | Északszászország                 |
| Taura                               | Középszászország                 |
| Tauscha                             | Meißen                           |
| Thalheim/Erzgeb.                    | Erzgebirgskreis                  |
| Thallwitz                           | Lipcse                           |
| Tharandt                            | Sächsische Schweiz-Osterzgebirge |
| Thermalbad Wiesenbad                | Erzgebirgskreis                  |
| Theuma                              | Vogtlandkreis                    |
| Thiendorf                           | Meißen                           |
| Thum                                | Erzgebirgskreis                  |
| Tirpersdorf                         | Vogtlandkreis                    |
| Torgau (járási székhely)            | Északszászország                 |
| Trebendorf / Trjebin                | Görlitz                          |
| Trebsen/Mulde                       | Lipcse                           |
| Treuen                              | Vogtlandkreis                    |
| Triebel/Vogtl.                      | Vogtlandkreis                    |
| Trossin                             | Északszászország                 |
| Vierkirchen                         | Görlitz                          |
| Wachau                              | Bautzen                          |
| Waldenburg                          | Zwickau                          |
| Waldheim                            | Középszászország                 |
| Waldhufen                           | Görlitz                          |
| Wechselburg                         | Középszászország                 |
| Weinböhla                           | Meißen                           |
| Weischlitz                          | Vogtlandkreis                    |
| Weißenberg / Wóspork                | Bautzen                          |
| Weißenborn/Erzgeb.                  | Középszászország                 |
| Weißkeißel / Wuskidź                | Görlitz                          |
| Weißwasser/O.L. / Běła Woda         | Görlitz                          |
| Werda                               | Vogtlandkreis                    |
| Werdau                              | Zwickau                          |
| Wermsdorf                           | Északszászország                 |
| Wiedemar                            | Északszászország                 |
| Wildenfels                          | Zwickau                          |
| Wilkau-Haßlau                       | Zwickau                          |
| Wilsdruff                           | Sächsische Schweiz-Osterzgebirge |
| Wilthen                             | Bautzen                          |
| Wittichenau / Kulow                 | Bautzen                          |
| Wolkenstein                         | Erzgebirgskreis                  |
| Wülknitz                            | Meißen                           |
| Wurzen                              | Lipcse                           |
| Zeithain                            | Meißen                           |
| Zettlitz                            | Középszászország                 |
| Zittau                              | Görlitz                          |
| Zschaitz-Ottewig                    | Középszászország                 |
| Zschepplin                          | Északszászország                 |
| Zschopau                            | Erzgebirgskreis                  |
| Zschorlau                           | Erzgebirgskreis                  |
| Zwenkau                             | Lipcse                           |
| Zwickau (járási székhely)           | Zwickau                          |
| Zwönitz                             | Erzgebirgskreis                  |

## Fordítás
- Ez a szócikk részben vagy egészben a Liste der Städte und Gemeinden in  Sachsen című német Wikipédia-szócikk fordításán alapul.  Az eredeti cikk szerkesztőit annak laptörténete sorolja fel. Ez a jelzés csupán a megfogalmazás eredetét és a szerzői jogokat jelzi, nem szolgál a cikkben szereplő információk forrásmegjelöléseként.